# Пульст, Аугуст Юрьевич
Аугуст Юрьевич Пульст (эст. August Pulst, 14 января 1889, Кииса, Пярнумаа, Российская империя — 22 ноября 1977, Эстонская ССР) — эстонский и советский художник, театральный декоратор, коллекционер антиквариата и традиционной музыки, популяризатор народной культуры. Член Союза художников СССР.

## Биография
Аугуст Пульст родился в деревне Кииса волости Пайкус Пярнуского уезда в семье Юри Пульста, арендатора хутора Нымме.
Аугуст учился в Тори и Пярну. Специальное образование в области изобразительного искусства получил в Рижском городском художественном училище (1911—1915) под руководством Вильгельма Пурвитиса и Роберта Тилбергса, тогдашнего директора училища, а затем ректора Рижской академии художеств, по окончании училища Пульст получил профессию учителя рисования.
Пульст присоединился к хору Эстонского общества образования и помощи в Риге, выступил на сцене с Хуго Лаура и сделал свою первую презентацию об эстонском народном искусстве и обычаях по приглашению Теодора Лембы.
Первые картины и участие в выставках Пульста приходятся на период его учёбы в Риге. В 1915 году Пульст был вынужден покинуть Ригу из-за начала Первой мировой войны и направился в Ревель, где начал работать декоратором в театре «Эстония». За два года своей работы он, в том числе, создал декорации к спектаклям «Оборотень» и «Каука жумал».
Живопись художника Аугуста Пульста преимущественно импрессионистична. В основном он занимался живописью маслом, а с 1920-х годов — акварелью. Сюжетами его картин были труд и быт сельских жителей, а также виды природы и города.
Пульст был членом Центральной ассоциации художников-изобразителей Эстонии с момента её основания в 1922 году и членом Союза художников, основанного после окончания Второй мировой войны.
Самая заметная и важная часть творений Аугуста Пульста создана во второй половине века. Он принимал участие во многих художественных выставках, где выставлял свои акварели, в основном виды Таллина с людьми на улице, написанные в сдержанном сине-красном колорите. Персональные выставки Пульста прошли в Таллинском Доме искусств в 1964 году и в Пярну в 1973 году.
Работы Аугуста Пульста хранятся в Эстонском художественном музее, в ряде учреждений и в частных собраниях.
Интенсивная деятельность Августа Пульста как коллекционера антиквариата приходится на первую половину XX века. Свой первый опыт коллекционирования Пульст получил ещё будучи студентом в 1911 году, собрав исторические предметы почти из 60 семей Тори. В 1914 году, будучи студентом-художником, он летом поехал собирать работы в Кадрина и Илумяэ. Всего с этого места было собрано около 720 предметов, 30 ковров, церковная скамья Кадрина, денежные знаки и сумка для сбора денег. Летом 1915 года, окончив школу, Пульст более основательно занялся своими коллекциями. Собранные 127 предметов были выставлены в актерском зале здания общества Салме в городе Тори (зал находился в руках пярнуских беженцев), оттуда Пульст отправился в Таллин, где выставлялся в Фермерском обществе.
Поездка Пульста характеризовалась желанием объяснить местным жителям важность сбора антиквариата и хранения его в музее. Его неутомимый интерес к коллекционированию и сохранению исторических предметов внёс большой вклад в коллекцию предметов Эстонского национального музея.
Принимал непосредственное участие в организании и управлении несколькими музеями (Эстонский художественный музей, Музей театра и музыки, Музей Тори, Эстонский музей под открытым небом).
В конце 1915 года Август Пульст, Антс Лайкмаа, Кристьян Рауд, Михкель Айтсам и Пеэтер Парикас основали Таллинский филиал Эстонского национального музея, который четыре года спустя был преобразован в Эстонский музей Таллина и на базе которого возник нынешний Эстонский художественный музей. Пульсти стал администратором нового музея, а в 1925 году музей был преобразован в Музей коллекционирования произведений искусства.
О музее под открытым небом мечтали давно. Хотя Пульст ездил в Рун за покупками для тамошней деревянной церкви, совершенствовал свои знания в Стокгольме и Хельсинки, а несколько мест считались готовыми для создания такого музея, он в то время остался лишь мечтой.
Пульст жил на улице Ахью в Таллине и на пару зим приютил Пеэтера Сюда, имя которого теперь носит эта улица. Пульст, который также изучал скульптуру в школе, начал работать над бюстом Пеэтера Сюды, но композитор умер в августе 1920 года в возрасте всего 37 лет. Пульст спроектировал для него надгробие, оборудовал комнату Пеэтера Сюды в музее, который переехал в замок Кадриорг, и свою Ассоциацию записей памяти, которая расширилась до Ассоциации записей памяти эстонских композиторов, которая, в свою очередь, переросла в Ассоциацию музыкальных музеев, открывшую Музыкальный музей, ныне Музей театра и музыки (1934).
Аугуст Пульст был также основателем первого в Эстонии приходского музея Тор, основанного в 1934 году и имеющего собственный устав и печать.
Пульст страстно любил традиционную музыку, сам играл на скрипке, мандолине, фисгармонии и гитаре, чуть меньше на мехах и волынке.
В 1930-е годы организовывал мероприятия, пропагандирующие эстонские народные обычаи и музыку, а также записывал её. Он организовывал гастроли деревенских музыкантов и певцов по всей Эстонии. Финансовые доходы, полученные от этих выступлений, покрыли часть расходов, необходимых для создания музея. В период с 1922 по 1939 год он организовал 18 туров в 463 залах с 901 презентацией перед 180 000 слушателями.
В советской Эстонии пользовался заслуженным авторитетом, в 1974 году участвовал в юбилейной выставке
Аугуст Пульст умер 22 ноября 1977 года и похоронен на Лесном кладбище в Таллине.
В 1975 году Аугуст Пульст был удостоен звания заслуженный деятель культуры Эстонской ССР.